# Axel Harnack
Carl Gustav Axel von Harnack (Tartu, 7 maggio 1851 – Dresda, 3 aprile 1888) è stato un matematico tedesco.

## Biografia
Figlio del teologo Theodosius Harnack e del fratello gemello Adolf von Harnack, nati a Tartu, che a quel tempo era conosciuto come Dorpat. Suo padre fu professore presso l'Università di Tartu, stesso luogo dove Carl studiò. Dopo gli studi a Tartu, si trasferì presso l'Università di Erlangen, dove ebbe come professore Felix Klein. 
Pubblicò la sua tesi di dottorato nel 1875 e conseguì la sua abilitazione (venia legendi) presso l'Università di Lipsia lo stesso anno. Un anno dopo accettò una cattedra presso l'Università Tecnica di Darmstadt. Nel 1877 sposò Elisabeth von Öttingen; in quel periodo si trasferì a Dresda, dove divenne professore presso il Politecnico di Dresda. 
Harnack nel 1882 cominciò a soffrire di una malattia, quindi non poté continuare la sua carriera. 
Pubblicò 29 articoli scientifici e fu un noto matematico al momento della sua morte.
Le disuguaglianze di Harnack nell'analisi armonica, presero il nome da lui, così come il teorema della curva di Harnack e il principio di Harnack.

## Opere principali
- Die Grundlagen der Theorie des logarithmischen Potentiales und der eindeutigen Potentialfunktion in der Ebene (Teubner, 1887)
- An introduction to the study of the elements of the differential and integral calculus Cathcart, George Lambert, tr. (Williams e Norgate, 1891)